# Charles Aidman
Charles Aidman (Frankfort, 21 gennaio 1925 – Beverly Hills, 7 novembre 1993) è stato un attore statunitense.
Ha recitato in 16 film dal 1956 al 1987 ed è apparso in oltre 150 produzioni televisive dal 1952 al 1985. È stato accreditato anche con il nome Charlie Aidman.

## Biografia
Charles Aidman nacque a Frankfort, in Indiana, il 21 gennaio 1925.
Ha interpretato numerosi ruoli in molte delle più note serie televisive statunitensi dagli anni 50 agli anni 80. Interpretò il ruolo di Jeremy Pike in quattro episodi della serie televisiva Selvaggio west dal 1968 al 1969 e il narratore in 30 episodi della versione originale della serie antologica Ai confini della realtà dal 1985 al 1987, remake della serie classica.
Morì a Beverly Hills, in California, il 7 novembre 1993 e fu seppellito al Westwood Memorial Park di Los Angeles.

## Filmografia

### Cinema
- Il ladro (The Wrong Man), regia di Alfred Hitchcock (1956)
- 38º parallelo: missione compiuta (Pork Chop Hill), regia di Lewis Milestone (1959)
- Caccia di guerra (War Hunt), regia di Denis Sanders (1962)
- Conto alla rovescia (Countdown), regia di Robert Altman (1967)
- L'ora delle pistole (Hour of the Gun), regia di John Sturges (1967)
- Il sergente Ryker (Sergeant Ryker), regia di Buzz Kulik (1968)
- Angel, Angel, Down We Go, regia di Robert Thom (1969)
- Ucciderò Willie Kid (Tell Them Willie Boy Is Here), regia di Abraham Polonsky (1969)
- Adam at Six A.M., regia di Robert Scheerer (1970)
- Vedovo, aitante, bisognoso d'affetto, offresi... anche babysitter (Kotch), regia di Jack Lemmon (1971)
- Dirty Little Billy, regia di Stan Dragoti (1972)
- Ultimi bagliori di un crepuscolo (Twilight's Last Gleaming), regia di Robert Aldrich (1977)
- Alien Zone, regia di Sharron Miller (1978)
- Zoot Suit, regia di Luis Valdez (1981)
- The Tragedy of King Lear, regia di Alan Cooke (1982)
- Fratelli nella notte (Uncommon Valor), regia di Ted Kotcheff (1983)
- Salto nel buio (Innerspace), regia di Joe Dante (1987)

### Televisione
- Goodyear Television Playhouse – serie TV, un episodio (1952)
- The Web – serie TV, un episodio (1954)
- You Are There – serie TV, un episodio (1955)
- Robert Montgomery Presents – serie TV, un episodio (1956)
- Star Tonight – serie TV, 2 episodi (1955-1956)
- The Big Story – serie TV, un episodio (1957)
- Kraft Television Theatre – serie TV, 2 episodi (1956-1957)
- Studio One – serie TV, un episodio (1958)
- The Walter Winchell File – serie TV, un episodio (1958)
- Goodyear Theatre – serie TV, episodio 2x04 (1958)
- Shotgun Slade – serie TV, un episodio (1959)
- Destination Space – film TV (1959)
- General Electric Theater – serie TV, episodio 7x16 (1959)
- The Californians – serie TV, 2 episodi (1958-1959)
- Trackdown – serie TV, un episodio (1959)
- Colt .45 – serie TV, un episodio (1959)
- State Trooper – serie TV, un episodio (1959)
- Mike Hammer – serie TV, un episodio (1959)
- The Millionaire – serie TV, un episodio (1959)
- Ricercato vivo o morto (Wanted: Dead or Alive) – serie TV, episodi 1x22-2x05 (1959)
- I racconti del West (Zane Grey Theater) – serie TV, un episodio (1959)
- Furia (Fury) – serie TV, un episodio (1959)
- Richard Diamond (Richard Diamond, Private Detective) – serie TV, 2 episodi (1959)
- Black Saddle – serie TV, 2 episodi (1959)
- Wichita Town – serie TV, episodio 1x14 (1960)
- Letter to Loretta – serie TV, un episodio (1960)
- Avventure in elicottero (Whirlybirds) – serie TV, 3 episodi (1958-1960)
- Bourbon Street Beat – serie TV, episodio 1x16 (1960)
- Perry Mason – serie TV, un episodio (1960)
- Troubleshooters – serie TV, un episodio (1960)
- Avventure lungo il fiume (Riverboat) – serie TV, un episodio (1960)
- Playhouse 90 – serie TV, un episodio (1960)
- U.S. Marshal – serie TV, 3 episodi (1959-1960)
- Mr. Lucky – serie TV, episodio 1x26 (1960)
- Peter Gunn – serie TV, episodio 2x31 (1960)
- Tombstone Territory – serie TV, un episodio (1960)
- Johnny Ringo – serie TV, un episodio (1960)
- Have Gun - Will Travel – serie TV, 4 episodi (1958-1960)
- Il tenente Ballinger (M Squad) – serie TV, un episodio (1960)
- Outlaws – serie TV, episodio 1x02 (1960)
- Alcoa Presents: One Step Beyond – serie TV, 2 episodi (1959-1960)
- Michael Shayne – serie TV episodio 1x16 (1961)
- The Americans – serie TV, episodio 1x04 (1961)
- The Law and Mr. Jones – serie TV, un episodio (1961)
- Assignment: Underwater – serie TV, un episodio (1961)
- Bonanza – serie TV, un episodio (1961)
- Thriller – serie TV, 2 episodi (1960-1961)
- Carovane verso il west (Wagon Train) – serie TV, 3 episodi (1960-1961)
- The Rebel – serie TV, 2 episodi (1961)
- Avventure in paradiso (Adventures in Paradise) – serie TV, episodio 2x35 (1961)
- The New Breed – serie TV, episodio 1x01 (1961)
- The Tall Man – serie TV, un episodio (1961)
- I detectives (The Detectives) – serie TV, episodio 3x06 (1961)
- Gli uomini della prateria (Rawhide) – serie TV, 2 episodi (1960-1961)
- Corruptors (Target: The Corruptors) – serie TV, episodio 1x12 (1961)
- Laramie – serie TV, un episodio (1961)
- Lotta senza quartiere (Cain's Hundred) – serie TV, un episodio (1962)
- 87ª squadra (87th Precinct) – serie TV, un episodio (1962)
- Ai confini della realtà (The Twilight Zone) – serie TV, 2 episodi (1959-1962)
- Il dottor Kildare (Dr. Kildare) – serie TV, un episodio (1962)
- The Wide Country – serie TV, episodio 1x04 (1962)
- La parola alla difesa (The Defenders) – serie TV, un episodio (1963)
- G.E. True – serie TV, episodio 1x22 (1963)
- The United States Steel Hour – serie TV, un episodio (1963)
- The Dick Van Dyke Show – serie TV, 2 episodi (1962-1963)
- The Crisis (Kraft Suspense Theatre) – serie TV, 2 episodi (1963)
- Sotto accusa (Arrest and Trial) – serie TV, episodio 1x25 (1964)
- The Nurses – serie TV, 2 episodi (1963-1964)
- The DuPont Show of the Week – serie TV, un episodio (1964)
- Slattery's People – serie TV, episodio 1x11 (1964)
- Insight – serie TV, un episodio (1965)
- The Andy Griffith Show – serie TV, un episodio (1965)
- Il fuggiasco (The Fugitive) – serie TV, un episodio (1965)
- Gomer Pyle: USMC – serie TV, un episodio (1965)
- A Man Called Shenandoah – serie TV, episodio 1x13 (1965)
- Twelve O'Clock High – serie TV, un episodio (1966)
- Viaggio in fondo al mare (Voyage to the Bottom of the Sea) – serie TV, un episodio (1966)
- I sentieri del west (The Road West) – serie TV, episodio 1x04 (1966)
- Polvere di stelle (Bob Hope Presents the Chrysler Theatre) – serie TV, un episodio (1966)
- Un eroe da quattro soldi (The Hero) – serie TV, episodio 1x08 (1966)
- I giorni di Bryan (Run for Your Life) – serie TV, 3 episodi (1966-1967)
- Squadra speciale anticrimine (The Felony Squad) – serie TV, episodi 1x05-2x16 (1966-1967)
- Gli invasori (The Invaders) – serie TV, un episodio (1968)
- Al banco della difesa (Judd for the Defense) – serie TV, un episodio (1968)
- Ai confini dell'Arizona (The High Chaparral) – serie TV, episodio 1x21 (1968)
- F.B.I. (The F.B.I.) – serie TV, 2 episodi (1966-1968)
- Missione impossibile (Mission: Impossible) – serie TV, un episodio (1968)
- The Sound of Anger – film TV (1968)
- Sui sentieri del West (The Outcasts) – serie TV, episodio 1x11 (1968)
- Selvaggio west (The Wild Wild West) – serie TV, 4 episodi (1968-1969)
- Gunsmoke – serie TV, 5 episodi (1958-1969)
- Spoon River – film TV (1969)
- Secrets of the Pirates' Inn – film TV (1969)
- Ironside – serie TV, 2 episodi (1968-1970)
- Il virginiano (The Virginian) – serie TV, 2 episodi (1962-1970)
- Hawaii squadra cinque zero (Hawaii Five-O) – serie TV, un episodio (1970)
- Menace on the Mountain – film TV (1970)
- Mod Squad, i ragazzi di Greer (The Mod Squad) – serie TV, un episodio (1970)
- San Francisco International Airport – serie TV, un episodio (1970)
- Los Angeles: ospedale nord (The Interns) – serie TV, un episodio (1970)
- Reporter alla ribalta (The Name of the Game) – serie TV, un episodio (1971)
- The Birdmen – film TV (1971)
- The Bold Ones: The Lawyers – serie TV, 3 episodi (1969-1971)
- Un uomo per la città (The Man and the City) – serie TV, un episodio (1972)
- Mannix – serie TV, 2 episodi (1971-1972)
- Marcus Welby (Marcus Welby, M.D.) – serie TV, un episodio (1972)
- Medical Center – serie TV, 2 episodi (1970-1972)
- Ghost Story – serie TV, un episodio (1972)
- A tutte le auto della polizia (The Rookies) – serie TV, un episodio (1972)
- The Invasion of Carol Enders – film TV (1973)
- Squadra emergenza (Emergency!) – serie TV, un episodio (1973)
- Storia della marchesa De Sade (The Picture of Dorian Gray) – film TV (1973)
- The Wide World of Mystery – serie TV, 2 episodi (1973)
- Deliver Us from Evil – film TV (1973)
- Arcibaldo (All in the Family) – serie TV, un episodio (1974)
- Hec Ramsey – serie TV, un episodio (1974)
- Grandpa, Mom, Dad and Richie – film TV (1974)
- Kolchak: The Night Stalker – serie TV, un episodio (1974)
- Barnaby Jones – serie TV, un episodio (1974)
- Il distintivo rosso del coraggio (The Red Badge of Courage) – film TV (1974)
- Nakia – serie TV, un episodio (1974)
- The Honorable Sam Houston – film TV (1975)
- Kung Fu – serie TV, un episodio (1975)
- Barbary Coast – serie TV, un episodio (1975)
- Le strade di San Francisco (The Streets of San Francisco) – serie TV, 2 episodi (1973-1975)
- Poliziotto di quartiere (The Blue Knight) – serie TV, un episodio (1975)
- The Invisible Man – serie TV, un episodio (1976)
- Cannon – serie TV, un episodio (1976)
- S.W.A.T. – serie TV, un episodio (1976)
- Amelia Earhart – film TV (1976)
- L'uomo da sei milioni di dollari (The Six Million Dollar Man) – serie TV, un episodio (1977)
- La famiglia Bradford (Eight Is Enough) – serie TV, un episodio (1977)
- La casa nella prateria (Little House on the Prairie) – serie TV, episodio 3x20 (1977)
- Agenzia Rockford (The Rockford Files) – serie TV, un episodio (1977)
- M*A*S*H – serie TV, un episodio (1977)
- Kojak – serie TV, un episodio (1978)
- Pepper Anderson agente speciale (Police Woman) – serie TV, un episodio (1978)
- L'uomo di neve (When Every Day Was the Fourth of July) – film TV (1978)
- Le nuove avventure di Heidi (The New Adventures of Heidi) – film TV (1978)
- Lou Grant – serie TV, un episodio (1979)
- The Long Days of Summer – film TV (1980)
- The Last Song – film TV (1980)
- Alcatraz: The Whole Shocking Story – film TV (1980)
- Henry e Kip (Bosom Buddies) – serie TV, un episodio (1981)
- Disneyland – serie TV, 5 episodi (1969-1981)
- Magnum, P.I. – serie TV, un episodio (1982)
- Marian Rose White – film TV (1982)
- Prime Suspect – film TV (1982)
- Quincy (Quincy M.E.) – serie TV, 6 episodi (1979-1982)
- This Is the Life – serie TV, un episodio (1983)
- Seven Brides for Seven Brothers – serie TV, un episodio (1983)
- Lui, lei e gli altri (It Takes Two) – serie TV, un episodio (1983)
- Dallas – serie TV, 2 episodi (1983)
- Crazy Like a Fox – serie TV, un episodio (1985)
- California (Knots Landing) – serie TV, 2 episodi (1985)
- New York New York (Cagney & Lacey) – serie TV, un episodio (1985)
- Ai confini della realtà (The Twilight Zone) – serie TV, 30 episodi (1985-1987)
- Garfield and Friends – serie TV, un episodio (1992)

## Doppiatori italiani
Nelle versioni in italiano delle opere in cui ha recitato, Charles Aidman è stato doppiato da:
- Alessandro Sperlì in L'ora delle pistole
- Giorgio Bandiera ne I giustizieri della costa
- Elio Zamuto in Ultimi bagliori di un crepuscolo
- Enzo Consoli in La casa nella prateria
- Dario Penne in Salto nel buio